# 한지일
한지일(韓支壹, 1947년 12월 17일 ~ )은 대한민국의 영화배우, 연기자, 기업가이다.

## 이력
1970년 광고 모델로 데뷔하였고 1973년 영화 《바람아 구름아》의 주연으로 영화배우 데뷔하였다. 이후 기업가로서 비디오 회사 한시네마타운의 사장을 지내기도 했고 텔레비전 드라마와 코미디에도 출연하였다.

## 출연작

### 영화
- 1973년 《바람아 구름아》
- 1981년 《도시로 간 처녀》
- 1985년 《길소뜸》
- 1987년 《아다다》
- 1988년 《아제아제 바라아제》
- 1994년 《칠삭동이의 설중매》

### 텔레비전 드라마
- 1983년 KBS 드라마 《보통 사람들》
- 1988년 KBS 드라마 《형사 25시》
- 1990년 MBC 드라마 《조선왕조 오백년 - 대원군》
- 2001년 SBS 드라마 《명랑소녀 성공기》

### 코미디 프로그램
- 1996년 SBS 《코미디 펀치펀치》'정경부인 바람날까'